# Verein der Eisenbahnfreunde in Lienz
Der Verein der Eisenbahnfreunde in Lienz (kurz EBFL) ist ein Verein für Eisenbahngeschichte in Lienz, Tirol. 

## Geschichte

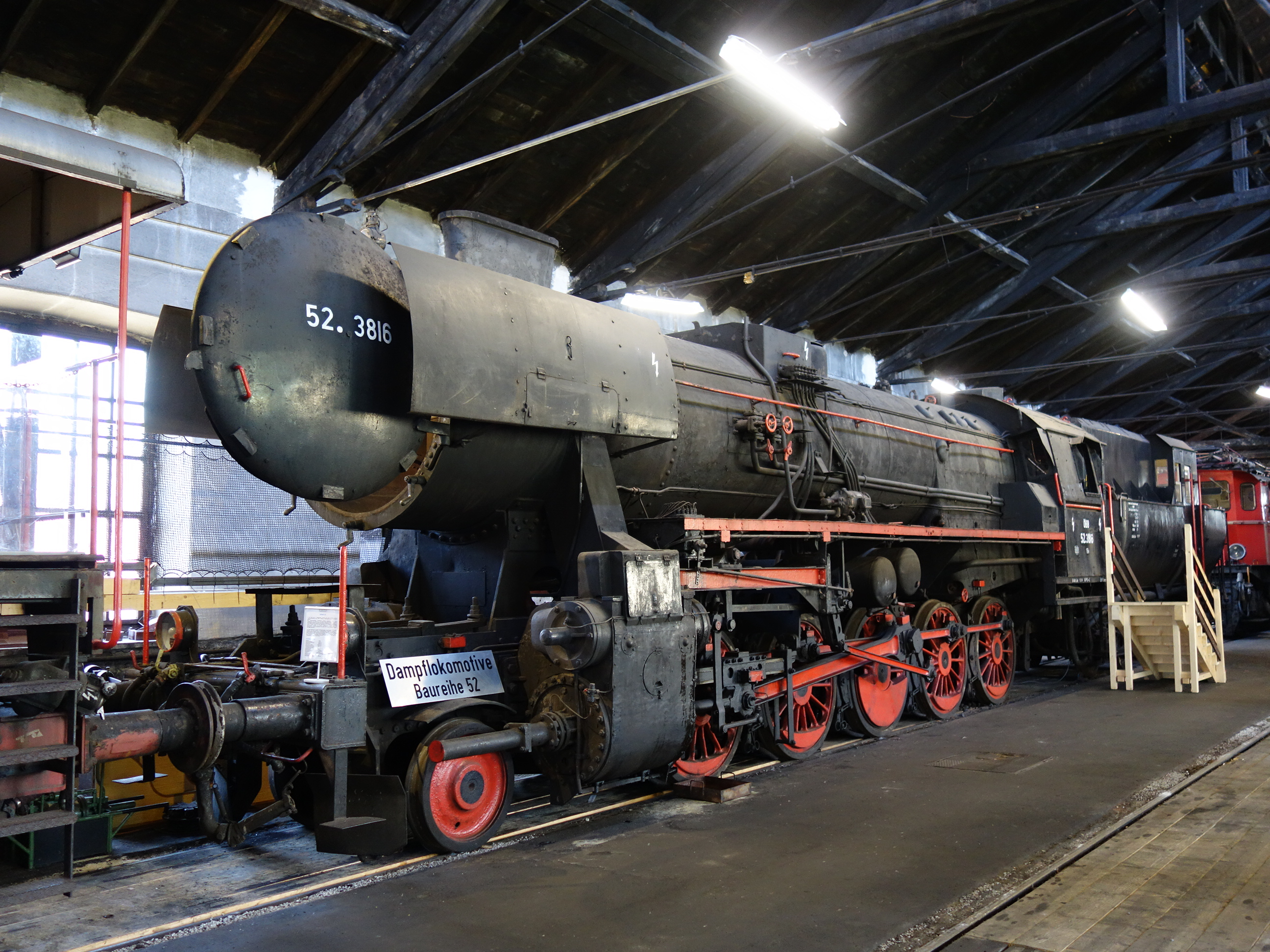
52.3816 in Lienz

Der Verein wurde im Jahre 1980 gegründet. Grund dafür war der Ankauf einer Dampflokomotive der Baureihe 52 durch die Stadt Lienz, die dem Verein als Dauerleihgabe zur Verfügung steht. 1985 wurde die Sektion Modelleisenbahn gegründet. Innerhalb von 40 Jahren wurde ein vereinseigenes Museum aufgebaut, welches im Sommer zu besichtigen ist. Seit 2014 werden jährlich an zwei Tagen am 3. Wochenende im September im Südbahn Heizhaus die Lienzer Südbahntage abgehalten, die lediglich 2019 auf Grund von Umbauarbeiten ausgesetzt wurden.

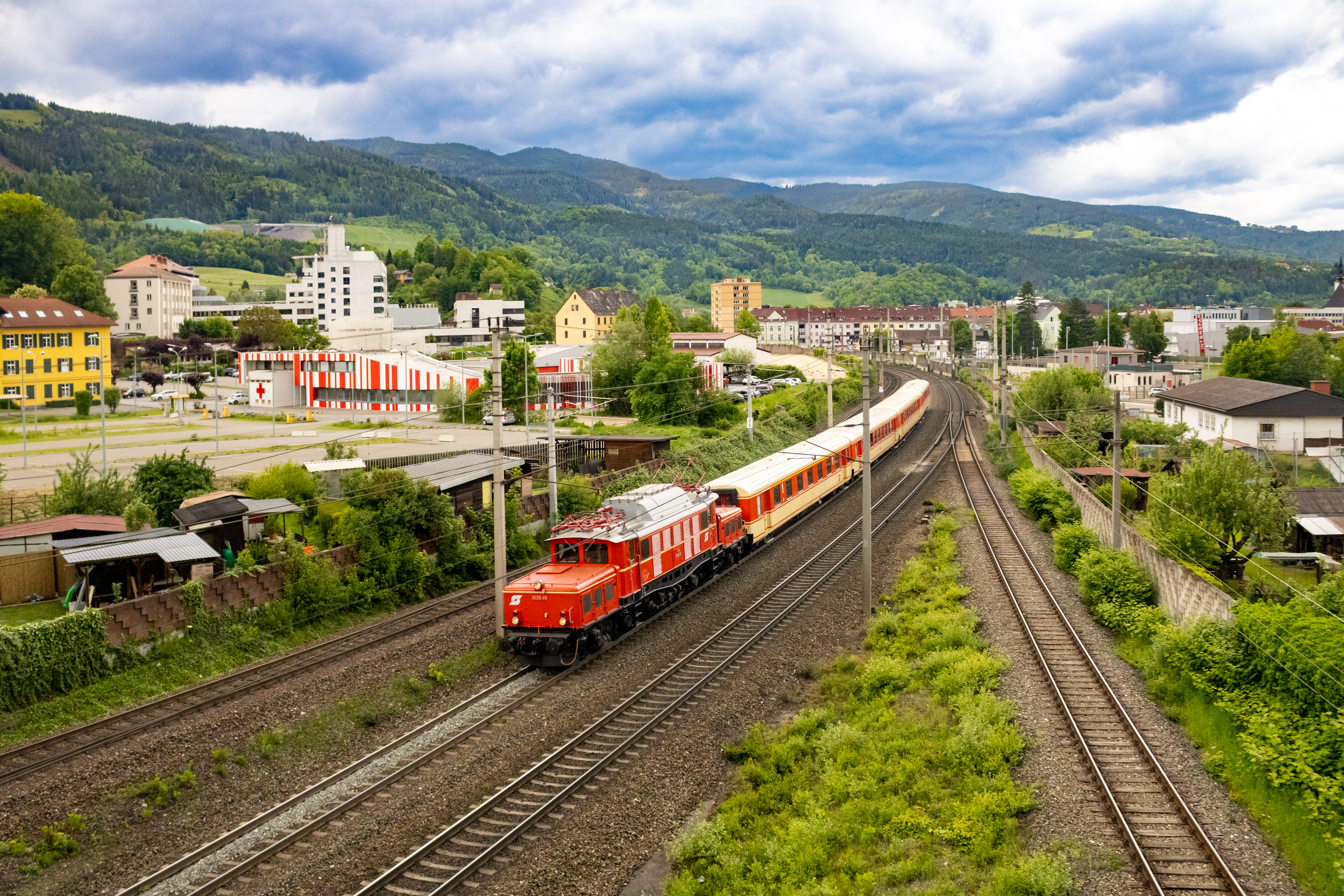
Der Südbahn Express in Leoben

## Südbahn Express
Seit 2014 veranstalten die Eisenbahnfreunde in Lienz vier bis fünf Ausfahrten pro Jahr mit ihrem historischen Reisezug in ganz Österreich. Der Nostalgiezug besteht aus der elektrischen Lokomotive 1020.018 (Baujahr 1940, restauriert und gewartet vom Verein IG Tauernbahn) und vier Schlierenwagen (Baujahre 1967 - 1978), davon ein 1. Klasse-/Speise-, ein 2. Klasse- und ein BD-Wagen.

## Museum
Das Museum des Vereins ist das einzige Eisenbahnmuseum in Tirol. Es befindet sich im ehemaligen, 1871 in Betrieb genommenen Heizhaus der Südbahn-Gesellschaft, wo damals die Wartung und Vorbereitung der Dampflokomotiven stattfand. Das seit 1999 unter Denkmalschutz stehende Gebäude wurde nach einer umfangreichen Sanierung in den Jahren 1999 bis 2014 als Museum der Öffentlichkeit zugänglich gemacht. Die vom Architekten Wilhelm von Flattich geplante Remise ist dreigleisig, 97 m lang und hat eine Fläche von 1.800 m2 Auch eine Drehscheibe aus dem Jahr 1942 steht unter Denkmalschutz. Das Museum beherbergt Dampf-, Elektro- und Diesellokomotiven, Waggons, Signalanlagen, technische Gerätschaften, historische Fotografien und Pläne sowie eine Bibliothek über Eisenbahnliteratur mit ca. 5000 Büchern. 
Im Oktober 2022 erhielt das Eisenbahn Museum Südbahn Heizhaus das Österreichische Museumsgütesiegel.

### Ausgestellte Fahrzeuge
- Dampflokomotive Sulm-B 1, Serie 32d, Baujahr 1907 (als technisches Kulturgut geschützt)
- Dampflokomotive SB – BBÖ 629.59 – ÖBB 77.244, Baujahr 1927
- Dampflokomotive DR 52 3816 ÖBB 52.3816 Baujahr 1944 (als technisches Kulturgut geschützt)
- Elektrolokomotive BBÖ 1170.222 – DR E 45 222 – ÖBB 1245.622 – ÖBB 1245 522-6, Baujahr 1938
- Elektrolokomotive DR E 94 001 – ÖBB 1020.018-6, Baujahr 1940 – betriebsfähig (techn. Kulturgut)
- Elektrolokomotive DR E 94 006 – ÖBB 1020.023-6, Baujahr 1940
- Elektrolokomotive DR E 61 120 – ÖBB 1161.020-1, Baujahr 1942
- Diesellokomotive ÖBB 2045.15, ÖBB 2045.015-1, Baujahr 1954
- Diesellokomotive ÖBB 2062.49, ÖBB 2062.049-9, X 262 049-0, Baujahr 1965
- Diesellokomotive ÖBB 2043.49, ÖBB 2043.049-2, Baujahr 1973
- Köf Magnesit AG Hochfilzen – Schwartzkopff, Baujahr 1940
- Draisine X 626.122, Bahn-Motorwagen BM 100
- Kranzug bestehend aus Dampfkran 45 t – 9766 042 – 9, mit Schutz- und Beiwagen
- Klima-Schneepflug 80 81 976 310-9
- Kranwagen, zweiachsig, Handbedienung für Hebelasten 7,5 Tonnen
- Silowagen für Getreidetransporte, selbstfahrend mit Jenbacher Motor JW 20
- Schlieren 1.Kl: Ap 50 81 17-35 016-7, Baujahr 1970
- Schlieren 2. Kl: Bp 50 81 29-35 139-3 SGP, Baujahr 1967
- Speisewagen Schlieren: BRpz 50 81 85-35 306-9 JW, Baujahr 1975
- Schlieren 2. Kl: BDpoz 50 81 82-35 429-2 JW, Baujahr 1978
- Barwagen: Eilzugwagen 50 81 08-11 001-8, Görlitz 1942
- Bahnpostwagen: zweiachsig, 00-03 310-8, Baujahr 1960
- Bahnpostwagen: vierachsig, 00-33 155-4, Baujahr 1972
- Südbahn-Gesellschaft 44.000
- K. k. Staatsbahn
- Flachwagen zweiachsig, Ill-Werke Vorarlberg
- Flachwagen zweiachsig, Ill-Werke Vorarlberg
- Flachwagen zweiachsig, Ill-Werke Vorarlberg
- Gedeckter Güterwagen G 10 – zweiachsig mit hochgestelltem Bremserhaus
- Gedeckter Güterwagen Gbs – zweiachsig

## Galerie

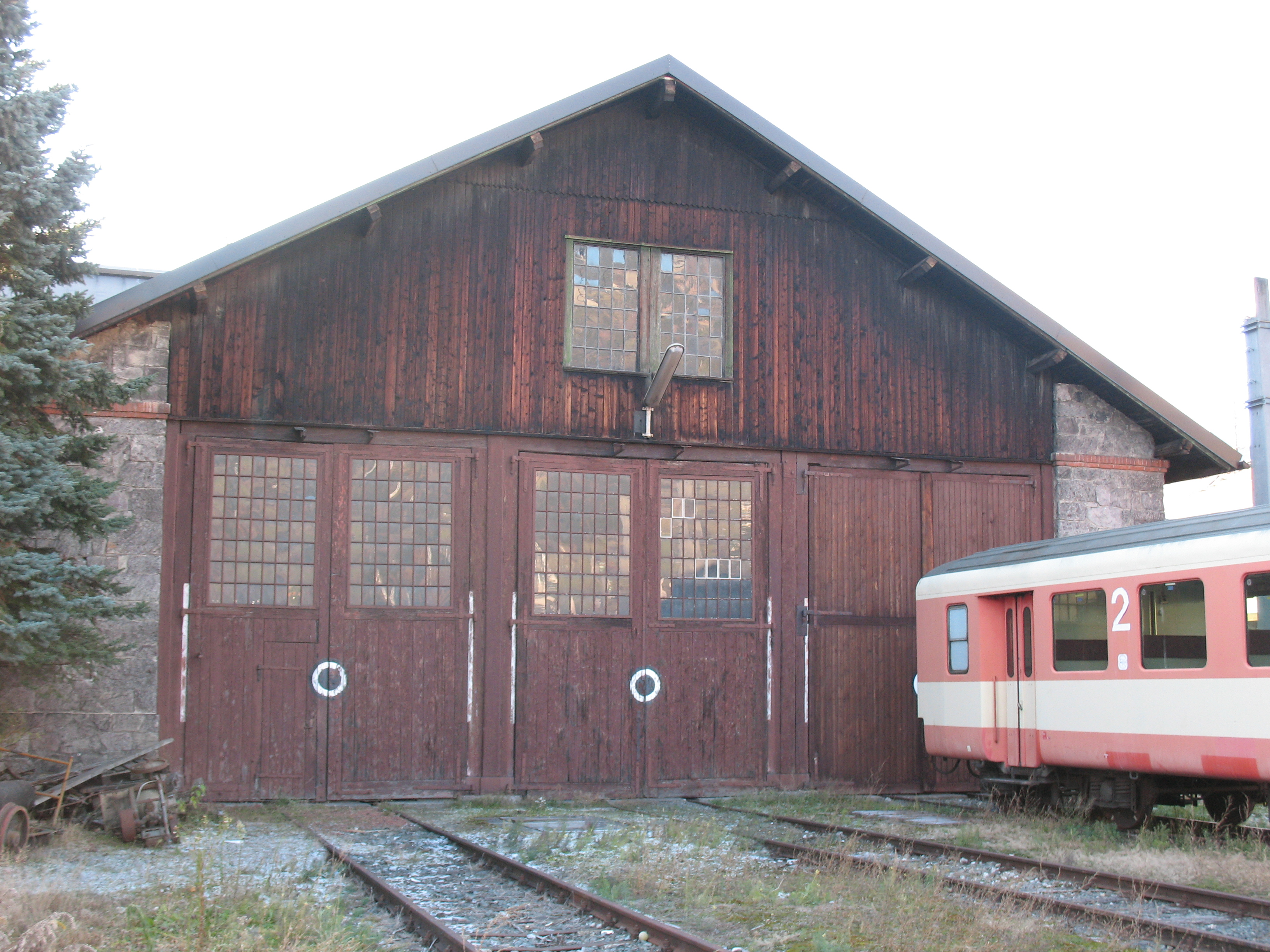
Der denkmalgeschützte Lokschuppen BBÖ 629
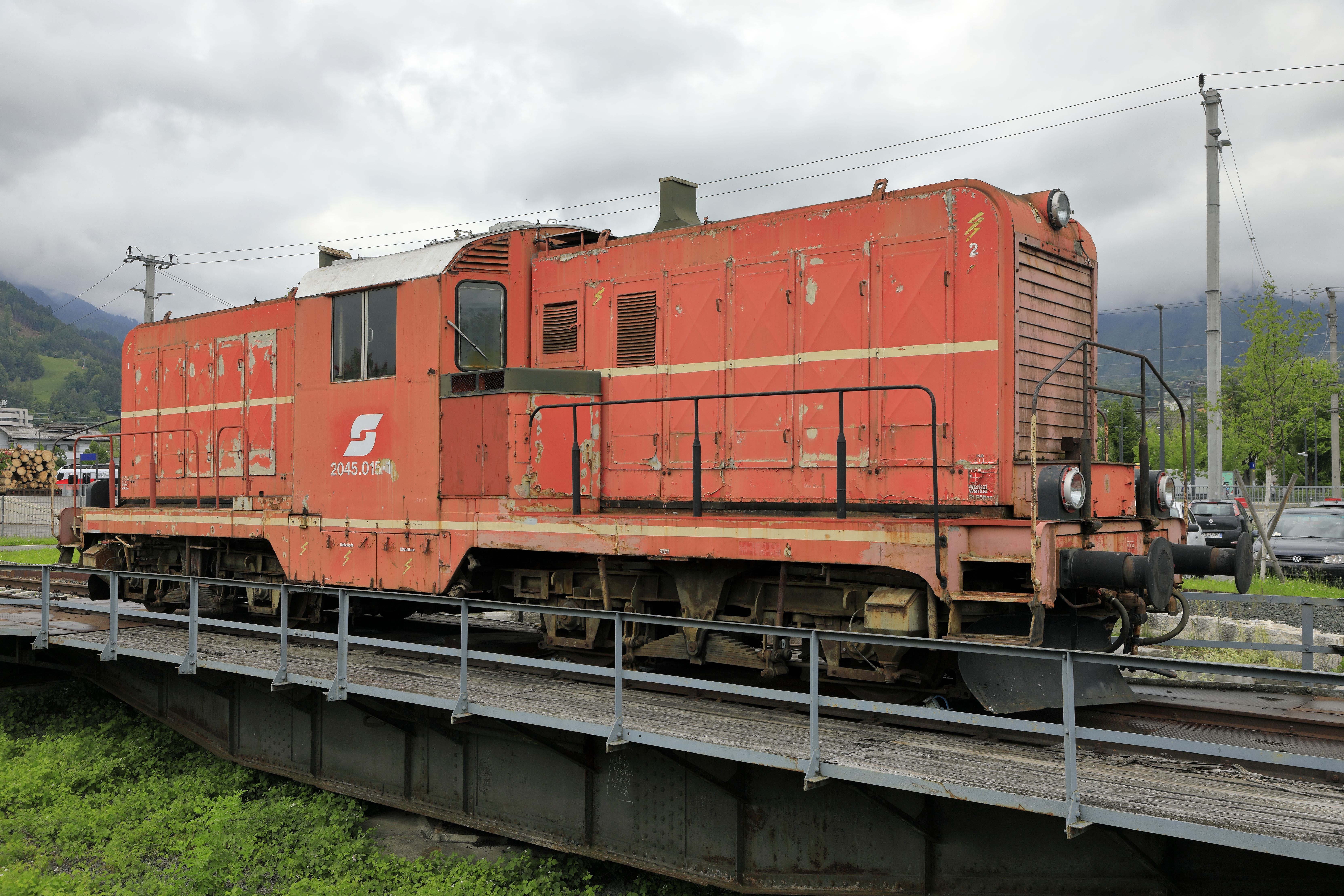
Ex. ÖBB 2045 015
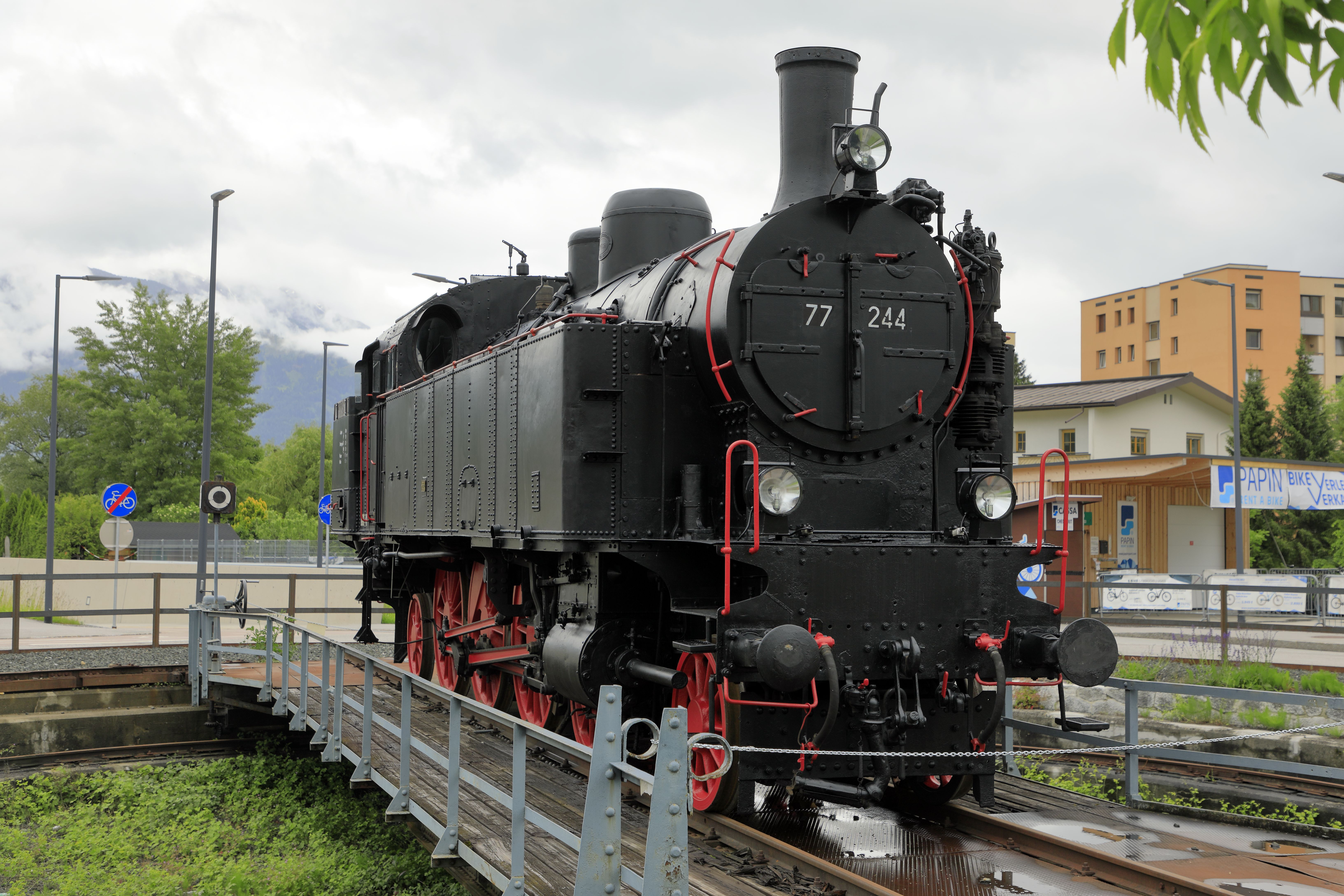
Die öffentlich ausgestellte 77 244
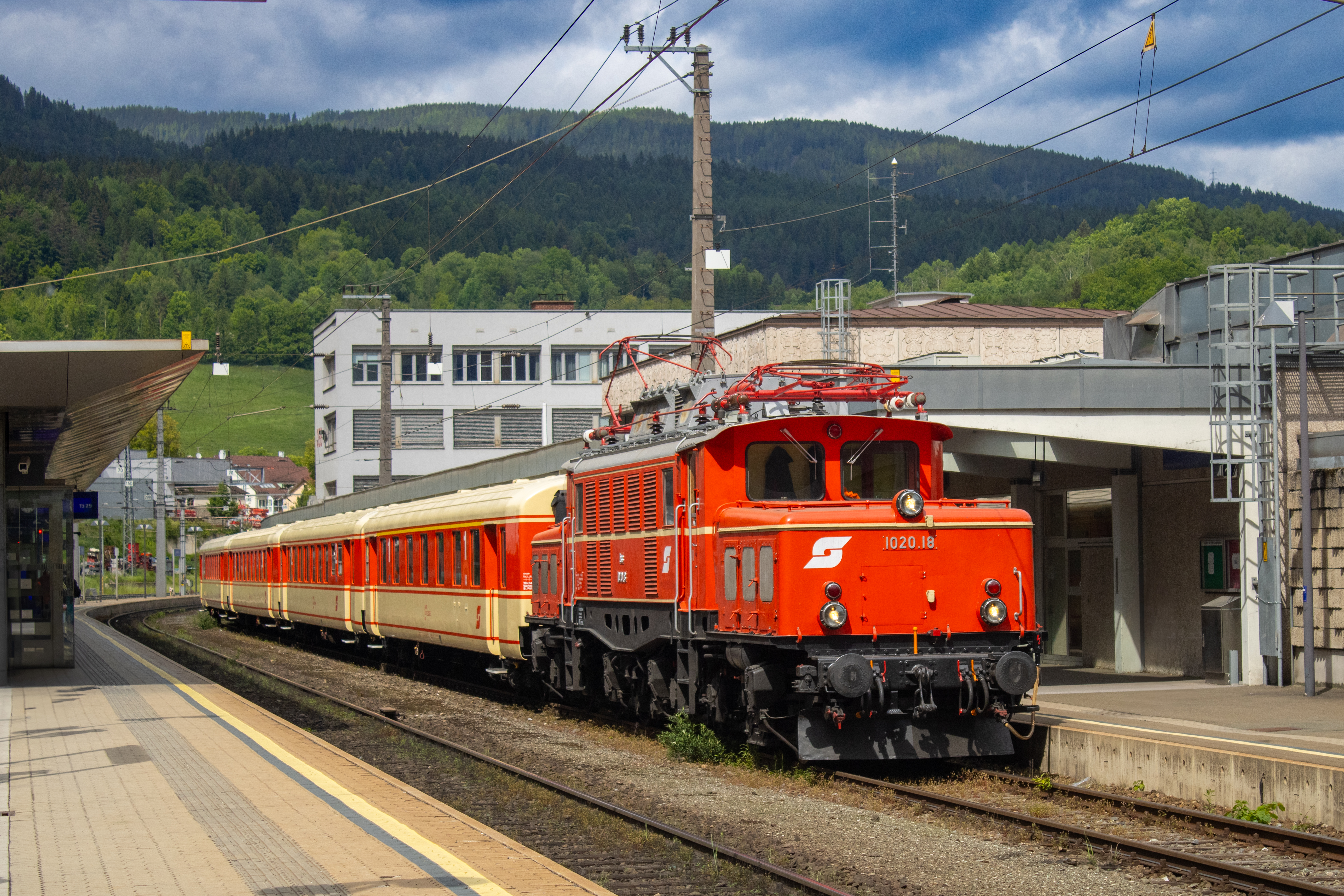
Die 1020.18 in Leoben